# 8199 Takagitakeo
8199 Takagitakeo è un asteroide della fascia principale. Scoperto nel 1993, presenta un'orbita caratterizzata da un semiasse maggiore pari a 2,5862070 UA e da un'eccentricità di 0,1778327, inclinata di 12,67851° rispetto all'eclittica.